# Josef Bernt
Johann Josef Bernt (* 14. September 1770 in Leitmeritz; † 27. April 1842 in Wien) war ein österreichischer Rechtsmediziner.

## Leben
Josef Bernt studierte an der Universität Prag Medizin und wurde 1797 promoviert. Er war ab 1808 Professor in Prag. Von 1813 an war er auf dem Lehrstuhl in Wien, ein Amt, das er bis zu seinem Tode innehatte. Ab 1832 war Bernt Redakteur der Medizinischen Jahrbücher.
In Wien wurde unter Bernts Ägide ein Institut mit Saal für gerichtsmedizinische Obduktionen eingerichtet, aus dem das spätere Institut für gerichtliche Medizin Wien (GMW) hervorgegangen ist. Sein Nachfolger war Jakob Kolletschka.

## Schriften (Auswahl)
- Systematisches Handbuch der gerichtlichen Arzneikunde. Wien 1813 (5. Auflage 1846)
- Systematisches Handbuch der öffentlichen Gesundheitspflege. Wimmer, Wien 1818.
- Systematisches Handbuch des Medicinal-Wesens [Medizinalwesens]: nach d. k.k. oesterr. Medicinalgesetzen; zum Gebrauche fuer Aerzte, Wundaerzte, Apotheker, Polizeybeamte, u. zum Behufe oeffentl. Vorlesungen. Gerold, Wien 1819 Digitalisierte Ausgabe der Universitäts- und Landesbibliothek Düsseldorf
- Anleitung zur Abfassung medicinisch-gerichtlicher Fundscheine und Gutachten, für angehende Ärzte, Wundärzte und Gerichtspersonen. Carl Gerold, Wien 1821.
- Über die Pestansteckung und deren Verhütung. J. B. Wallishausser, Wien 1832.
- Vorlesungen über die Rettungsmittel beim Scheintod und in plötzlichen Lebensgefahren. Wien 1837.